# Тойота TF107
Тойота TF107 е състезателен автомобил, създаден от екипа на Тойота Ф1, за участието му в Световния шампионат на ФИА - Формула 1 (Сезон 2007).
Болида е проектиран от Паскал Васелион и Лука Марморини в края на 2006 година.
Главните разлики с предшественика му, Тойота TF106B са в аеродинамиката. Двигателят е позициониран 100 мм напред, което прави шасито по-късо.
Предната част на болида и зоната около „носа“ са изчистени от детайли свързани с окачването, монокока е с 30 мм по дълъг от този на предходния модел. Възможни са промени в геометрията на предното окачване.
Съобразено с промените на ФИА, свързани с двигателите във Формула 1, двигателят (RVX-07) е базиран на този който Ярно Трули използва в стартовете за Голямата награда на Япония и Бразилия - Сезон 2006.